# Zdíkov
Zdíkov (en allemand : Groß Zdikau) est une commune du district de Prachatice, dans la région de Bohême-du-Sud, en République tchèque. Sa population s'élevait à 1 748 habitants en 2024.

## Géographie
Zdíkov se trouve à 7 km au nord-ouest de Vimperk, à 24 km au nord-ouest de Prachatice, à 59 km à l'ouest-nord-ouest de České Budějovice et à 123 km au sud-ouest de Prague.
La commune est limitée par Vacov au nord, par Čkyně et Vimperk à l'est, par Borová Lada et Nové Hutě au sud, et par Stachy à l'ouest.

## Histoire
La première mention écrite du village date de 1318.

## Administration
La commune se compose de neuf sections :
- Branišov
- Hodonín
- Masákova Lhota
- Nový Dvůr
- Putkov
- Račov
- Zdíkov
- Zdíkovec
- Žírec

## Galerie

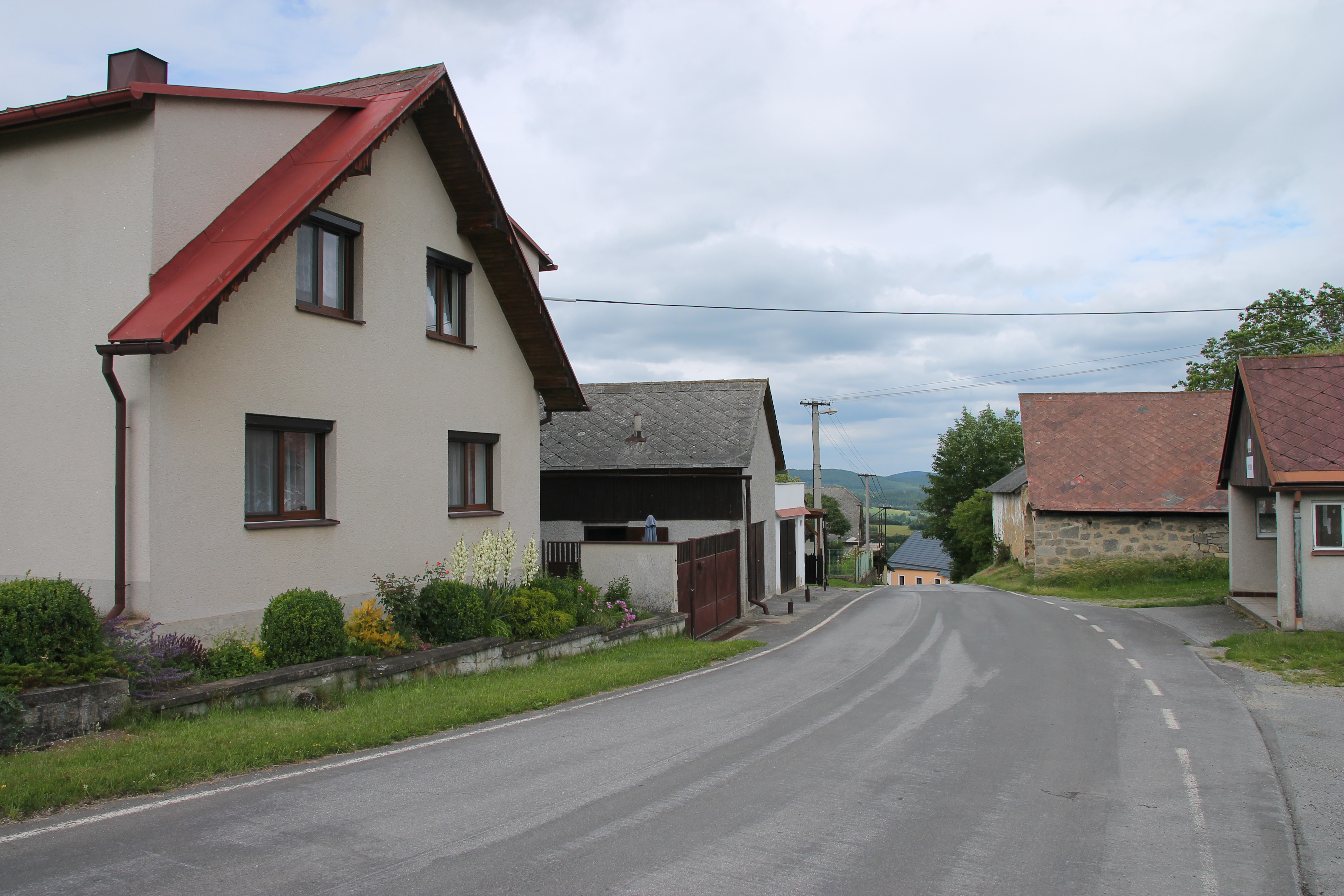
Putkov.
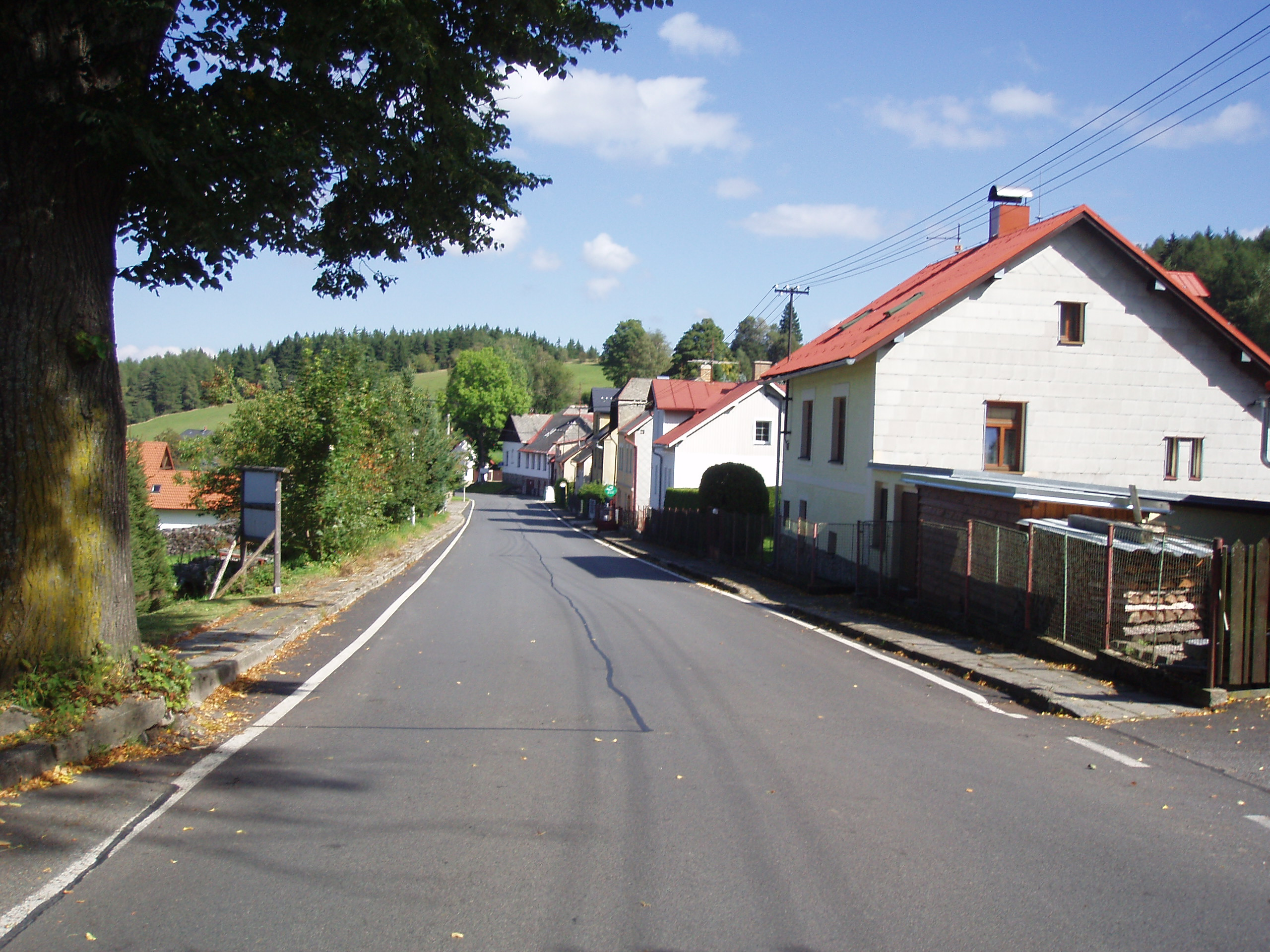
Nový Dvůr.

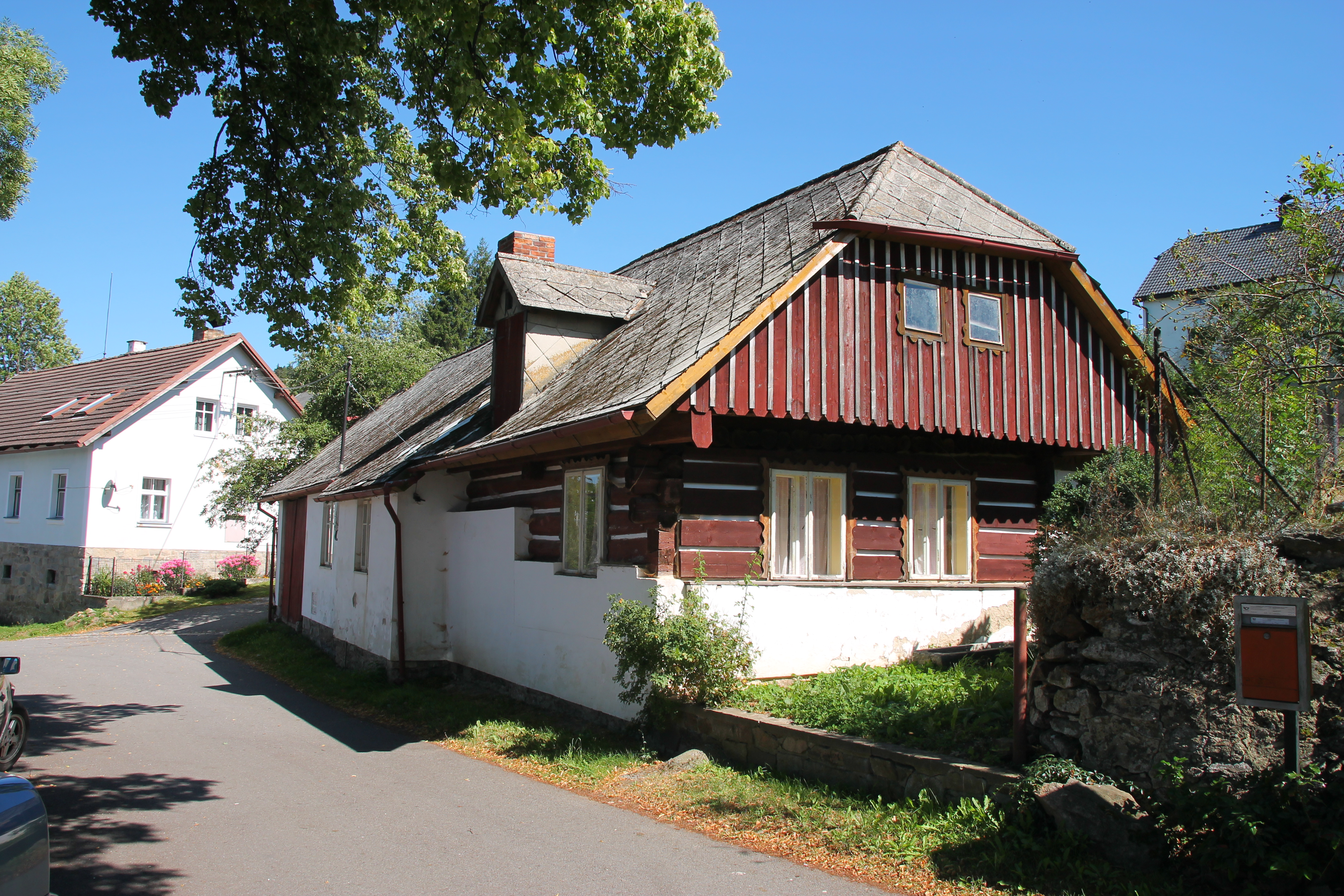
Branišov.
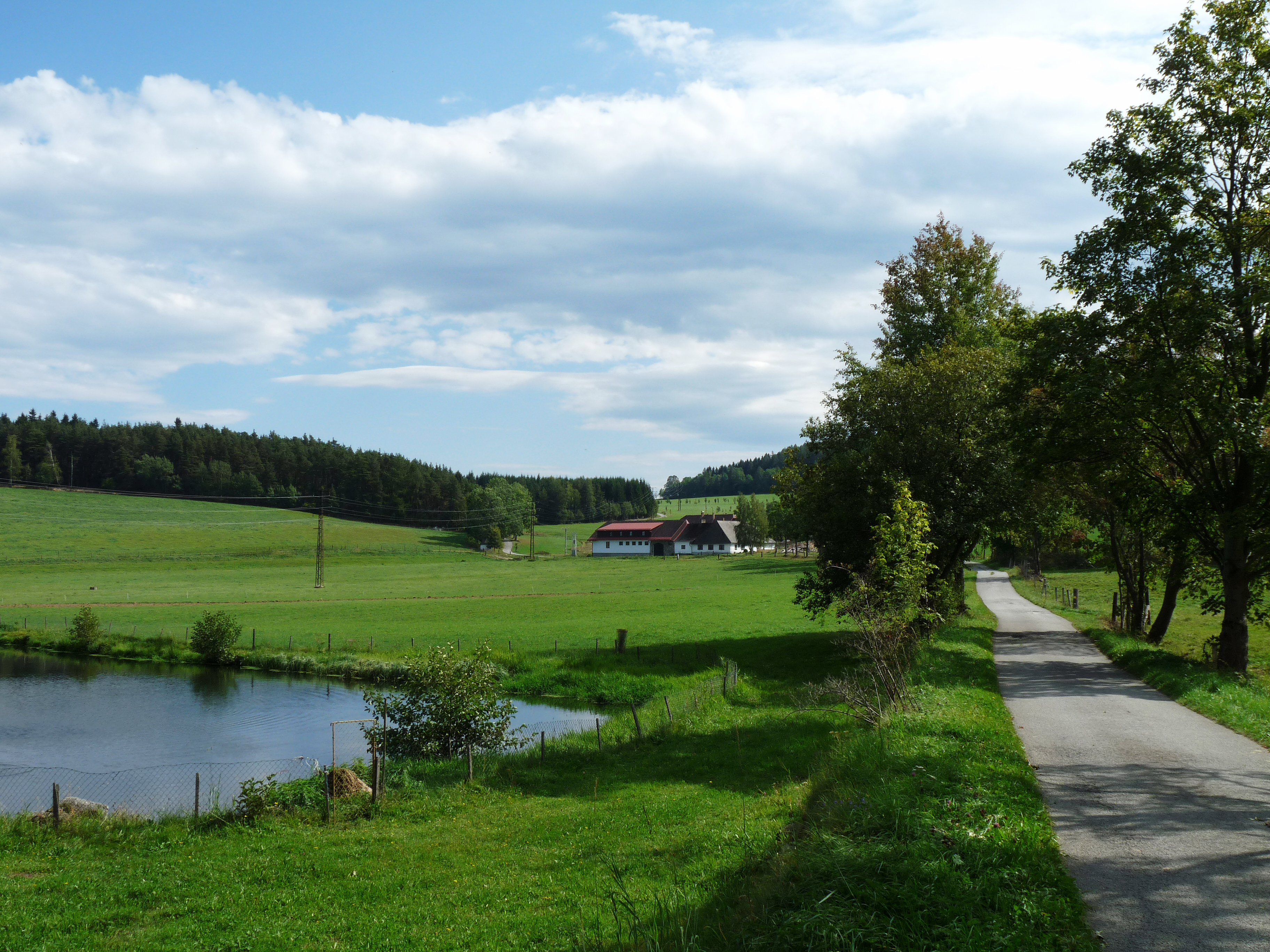
Masákova Lhota.

## Transports
Par la route, Zdíkov se trouve à 7,5 km de Vimperk, à 30 km de Prachatice, à 66 km de Ceské Budejovice et à 147 km de Prague.